# Золототисячник
Золототисячник (також дзендзелі́я, центóрія; Centáurium) — рід трав'янистих рослин родини тирличеві (Gentianaceae). У рід входить приблизно 25 видів, поширених у Євразії, Північній та Південній Америці. В Україні — 4 види: Centaurium erythraea Rafn — золототисячник звичайний, Centaurium littorale (Turner) Gilmour — золототисячник прибережний, Centaurium pulchellum (Sw.) Hayek ex Hand.-Mazz., Stadlm., Janch. & Faltis — золототисячник гарненький, Centaurium tenuiflorum (Hoffmanns. & Link) Fritsch — золототисячник тонкоцвітий.

## Ботанічний опис
Багаторічні або однорічні трав'янисті рослини з простими або псевдодихотомічними розгалуженими стеблами.
Листки супротивні, сидячі, цілокраї.
Квітки рожевого, рідше жовтого або білого кольору, зібрані у щитковидне суцвіття. Чашечка має п'ять або чотири зубчики, трубчаста, часто розсічена. Віночок — п'ять або чотири пелюстки з подовженою циліндричною трубочкою та майже плоским відгином. Тичинки у кількості 4–5, з голими подовженими пиляками та тонкими нитками. Приймочка маточки двороздільна або головчата,  стовпчик дуже тонкий, ниткоподібний. Зав'язь одногніздна.
Плід — подовжена двостулкова одногніздна або двогнізда коробочка, обидві стулки якої сильно скручуються при розкритті. Насіння численне, розташоване по швах коробочки.

## Види
1. C. ameghinoi (Speg.) Druce
2. C. barrelieroides Pau
3. C. bianoris (Sennen) Sennen
4. C. cachanlahuen (Molina) B.L.Rob.
5. C. capense Broome
6. C. centaurioides (Roxb.) Rolla Rao & Hemadri
7. C. chanetii (H.Lév.) Druce
8. C. chloodes (Brot.) Samp.
9. C. cochinchinense (Spreng.) Druce
10. C. compar (R.Br.) Druce
11. C. erythraea Rafn
12. C. favargeri Zeltner
13. C. flexuosum (Maire) J.-P.Lebrun & Marais
14. C. intermedium (Wheldon) Druce
15. C. littorale (D. Turner) Gilmour
16. C. malzacianum Maire
17. C. maritimum (L.) Fritch
18. C. minutissimum Maire
19. C. portense (Hoffmanns. & Link) Butcher
20. C. pulchellum (Sw.) Druce
21. C. quadrifolium (L.) G.López & C.E.Jarvis
22. C. rigualii Esteve
23. C. scilloides (L. fil.) Samp.
24. C. serpentinicola A. Carlström
25. C. tenuiflorum (Hoffmanns. & Link) Fritsch